# America (Limbourg néerlandais)
Pour les articles homonymes, voir America.

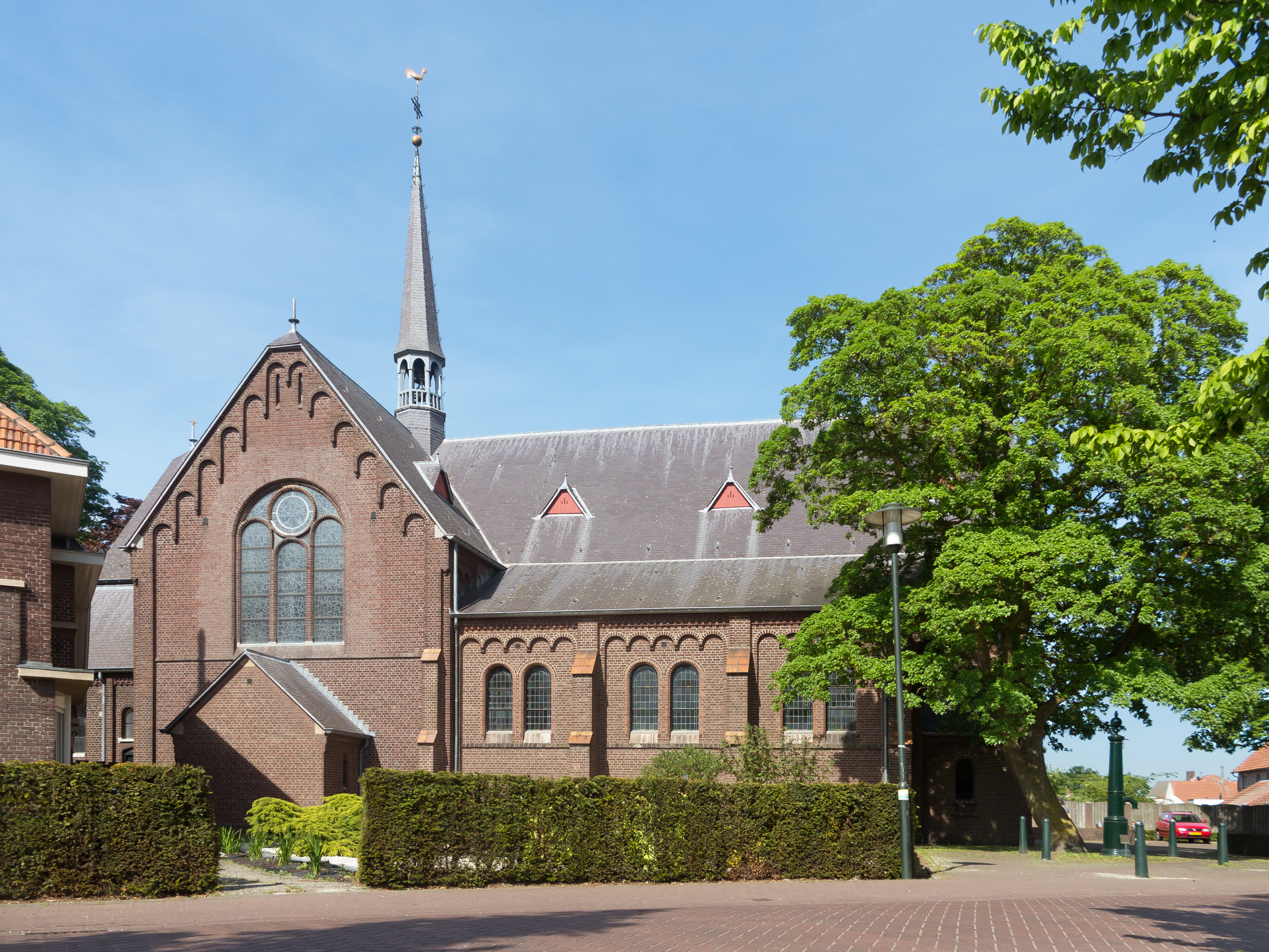
L'église: de Rooms-Katholieke parochiekerk Sint Jozef

America est un village situé dans la commune néerlandaise de Horst aan de Maas, dans la province du Limbourg. Le 1er janvier 2007, le village comptait 2 130 habitants.
Le groupe Rowwen Hèze est originaire de ce village.